# Oceanijska prvenstva u rukometu
Oceanijska rukometna prvenstva (doslovno: Kup oceanijskih nacija u rukometu, eng. Oceania Handball Nations Championship, Pacific Cup) održavaju se pod krovom Oceanijske rukometne federacije, za muškarce od 2004., za žene od 2007.

## Muškarci
| Godina       | Domaćin     | Zlato           | Srebro          | Bronca               |
| ------------ | ----------- | --------------- | --------------- | -------------------- |
| 2004.        | Australija  | Australija      | Nova Kaledonija | Francuska Polinezija |
| 2006.        | Australija  | Australija      | Nova Kaledonija | Novi Zeland          |
| 2008. (više) | Novi Zeland | Nova Kaledonija | Australija      | Kukovi otoci         |
| 2010. (više) | Novi Zeland | Australija      | Novi Zeland     | Kukovi otoci         |
| 2012. (više) | Australija  | Australija      | Novi Zeland     | (samo dvije momčadi) |

### Žene
| Godina       | Domaćin     | Zlato           | Srebro      | Bronca               |
| ------------ | ----------- | --------------- | ----------- | -------------------- |
| 2007.        | Novi Zeland | Nova Kaledonija | Novi Zeland | Francuska Polinezija |
| 2011. (više) | Novi Zeland | Australija      | Novi Zeland | (samo dvije momčadi) |